# Плетнёв, Эрик Пантелеймонович
Э́рик Пантеле́ймонович Плетнёв (1 августа 1925, Нижегородский уезд, СССР — 4 декабря 1990, Москва, СССР) — советский экономист, специалист по общей теории и методологии политико-экономического положения рабочего класса в капиталистических странах и международным экономическим отношениям. Доктор экономических наук, профессор.

## Биография
Родился 1 августа 1925 года в Нижегородском уезде в семье Пантелеймона Петровича и Анна Ивановны Плетнёвых.
В 1948 году вступил в КПСС.
В 1949 году окончил Московский государственный институт международных отношений.
В 1952 году в МГИМО защитил диссертацию на соискание учёной степени кандидата экономических наук по теме «Материальное положение рабочего класса в маршаллизированной Франции 1947—1952 гг.».
В 1952 — 1963 годах преподаватель кафедры политической экономии МГИМО.
В 1963 — 1966 года — профессор и заведующий кафедрой экономических наук Высшей дипломатической школы МИД СССР.
В 1964 году защитил диссертацию на соискание учёной степени доктора экономических наук.
В 1965 году присвоено учёное звание профессора.
В 1967—1976 годах — профессор кафедры политической экономии экономического факультета МГУ имени М. В. Ломоносова.
С 1976 года — заведующий кафедрой политической экономии Всесоюзной академии внешней торговли.
Умер в 1990 году. Похоронен на Востряковском кладбище.

## Семья
Отец — Пантелеймон Петрович Плетнёв (9 сентября 1895 года, дер. Кузьминка, Сергачский уезд — 1956, Семёнов, Горьковская область, СССР) — советский историк-краевед. Кандидат исторических наук.
Родился 9 сентября 1895 года в деревне Кузьминка Сергачского уезда в крестьянской семье. В 1914 году, с началом Первой мировой войны, стал военнослужащим Кексгольмского лейб-гвардии полка. В 1916 году окончил Фельдшерскую военную школу и был направлен на Юго-Западный фронт, а с в 1917 года на Западный фронт. В том же году был избран секретарем полкового комитета солдатских депутатов. В январе 1918 года демобилизовался и некоторое время проживал в Кузьмике, пока в 1919 году не был опять призывается на военную службу в 27-ю стрелковую дивизию 5-й  армии Восточного фронта Красной Армии в составе которой прошёл от Волги до Сибири, участвовал в установлении советской власти в Туркестане. Во время службы познакомился с Ярославом Гашеком, который стал его другом и подарил ему экземпляр с дарственной надписью книги «Похождения бравого солдата Швейка во время мировой войны». В 1921 году Плетнёв демобилизовался и в поступает Омске на курсы учителей средней школы, окончив которые поехал работать в школе города Сергача учителем, а затем директором школы в селе Гагино. Также вступает в РКП(б) и стал председателем уездного профессионального союза учителей. В 1930 году вместе со своей семьёй переехал Арзамас, где стал директором средней школы имени Н. И. Бухарина. В 1932—1836 годах — главный редактор газеты «Арзамасская деревня», которая с его подачи была переименована в «Арзамасскую правду». В 1934 году создал при редакции газеты литературное объединение, которое получило поддержку и одобрение в выступлении на пленуме 29-31 января 1934 года секретаря Горьковского краевого отделения Союза советских писателей А. М. Муратова. Плетнёв лично познакомился с А. П. Гайдаром и М. В. Шестериковым, и сам начал заниматься литературной деятельностью беседуя и записывая воспоминания непосредственных участники революционного движения в Арзамасе, что нашло отражение в вышедшей в 1932 году книге «Борьба за Советы в Арзамасе». В 1933 Плетнёв выпустил книгу «М. Горький в Арзамасе», которая в последующем неоднократно привлекала к себе внимание эпизодом из жизни писателя, относительно обстоятельств крещения брата Я. М. Свердлова — З. А. Пешкова. Сам Горький отмечал в письме И. А. Груздеву: «Нет, Вы обратите внимание на такой анекдот, опубликованный в книжке „Горький в Арзамасе“. Святейший правительствующий Синод по приказу царя Николая „возвратил в первобытное состояние“ Зиновия Свердлова, окрещённого в православие арзамасским протопопом Владимирским! Вы подумайте: сидит в Петербурге царь и беспокоится: а не окрестили ли где-нибудь у чёрта на куличках маленького еврея? Окрестили? Не надо, пусть живёт, как родился! Вот это — Хозяин!». В 1936 году Плетнёв получил предложение стать главным редактором ряда районных газет и ему была обещана хорошая квартира в городе Горьком. Однако получил квартиру в полуподвале, что могло ещё больше ухудшить его подорванное здоровье, поэтому Плетнёв отказался от должности и собирался возвратиться в Арзамас, но других предложений не поступала, а вместо него уже назначили нового редактора. Непродолжительное время он пытался работать в газетах Мурома и Пензы. Вернувшись в 1937 году в Арзамас стал учителем истории в средней школе имени К. Е. Ворошилова (в настоящее время средняя школа № 1 имени М. Горького с углублённым изучением английского языка), а затем преподавателем в Арзамасский учительский институт, где также был заведующим заочным отделением и учебной частью. В 1942 году получил назначение в Пильнинский районный комитет ВКП(б) в качестве заведующего отделом культуры и пропаганды. После окончания Великой Отечественной войны стал преподавателем, а также директором (до 1950 года) в Семёновском учительском институте, полностью восстановив его. В 1952 году в Горьковском государственном университете защитил диссертацию на соискание учёной степени кандидата исторических наук по теме «История деревообделочных промыслов Керженского края до конца XIX века». Публиковался журнале «Вопросы истории» и в трудах Горьковского государственного университета. Умер в 1956 году в городе Семёнов Горьковской области.
Брат — Геннадий Пантелеймонович Плетнёв (род. 1927) — советский и российский теплотехник, специалист по автоматическому управлению и защите теплоэнергетических установок электростанций. Кандидат технических наук.
В 1950 году окончил теплофизический факультет Московского энергетического института по кафедре автоматизированных систем управления тепловыми процессами, где в дальнейшем стал преподавать.
В 1959 году в МЭИ защитил диссертацию на соискание учёной степени кандидата технических наук по теме «Определение частотных характеристик промышленных объектов с помощью полуавтоматической аппаратуры и некоторых расчётных методов».
Автор учебников и учебных пособий по автоматизированному управлению и защите тепловых электростанций, имеет ряд патентов.

## Научные труды

### Монографии
- Плетнёв Э. П. Экономическое положение в странах капитализма и дальнейшее обострение противоречий капиталистической системы: (Стенограмма лекции, прочитанная на Межреспубликанском семинаре лекторов-международников 28 ноября 1956 г.). — Рига : Общество по распространению политических и научных знаний Латвийской ССР, 1956. — 36 с.
- Плетнёв Э. П. Марксистско-ленинская теория обнищания пролетариата при капитализме: (Стенограмма лекции, прочитанной на межреспубликанском семинаре лекторов-международников 1/XII. 1956 г.). — Рига : Общество по распространению политических и научных знаний Латвийской ССР, 1956. — 27 с.
- Плетнёв Э. П. Международная миграция рабочей силы в капиталистической системе мирового хозяйства. — М.: Издательство МГИМО, 1962. — 376 с.
- Плетнёв Э. П. Мировое хозяйство и рабочий класс. — М.: Международные отношения, 1967. — 144 с.
- Курс политической экономии. Учеб. пособие для экон. вузов и фак. В 2-х т. Т. I. / Под ред. Н. А. Цаголова. — 3-е изд. переработ, и доп. — М.: «Экономика», 1973. тираж 75000
- Плетнёв Э. П. Космополитизм капитала и интернационализм пролетариата. — М.: Международные отношения, 1974. — 158 с.
- Система международной эксплуатации: Мировое хозяйство при капитализме. / Э. П. Плетнёв, Г. Г. Чибриков, Р. В. Месия и др. — М.: Международные отношения, 1975. — 199 с.
- Плетнёв Э. П. Новые явления в современной экономике империализма и их отражение в курсе политической экономии. — М.: Издательство Московского университета, 1975. — 13 с. (Материалы к Всесоюзному совещанию-семинару заведующих кафедрами политической экономии 20-31 января 1975 года/ М-во высш. и сред. спец. образования РСФСР. Моск. гос. ун-т. Экон. фак.).
- Плетнёв Э. П. Внешнеэкономические связи и занятость. — М.: Знание, 1976. — 60 с. (Библиотечка «Проблемы мирового хозяйства». В помощь лектору).
- Плетнёв Э. П. Всемирное хозяйство как арена борьбы двух систем. — М.: Знание, 1981. — 63 с.
- Две системы мирового хозяйства: антагонистическое единство / Э. П. Плетнёв, Ю. В. Шишков, И. Н. Пузин и др. — М.: Международные отношения, 1983. — 334 с.
- Плетнёв Э. П. Империалистическая эксплуатация трудящихся-переселенцев. — М.: Знание, 1986. — 63 с.
- Плетнёв Э. П. Внешнеэкономические аспекты стратегии ускорения. — М. : Знание, 1988. — 48 с. (В помощь лектору. Библиотечка «Проблемы мирового хозяйства»).
- Плетнёв Э. П. Политическая экономия и проблемы эффективности социалистического производства : Учебное пособие / Плетнёв Э. П. и др. — М.: Политиздат, 1989. — 318 с. — (Для системы политической учёбы). ISBN 5-250-01063-6

### Научная редакция
- Дипломатия и экономическое развитие / Под ред. проф. Э. П. Плетнёва. — М.: Международные отношения, 1965. — 264 с.
- Дипломатия и мировое хозяйство / Под ред. проф. Э. П. Плетнёва. — М.: Международные отношения, 1966. — 230 с.
- Новые явления в экономике современного капитализма: Сб. статей/ МГУ им. М. В. Ломоносова, Экон. фак., Каф. полит. экономии; Под ред. д. э. н., проф. Э. П. Плетнёва. — М.: Издательство МГУ, 1978. — 103 с.